# Devania naviculiforma
Devania naviculiforma is een zeester uit de familie Ophidiasteridae.
De wetenschappelijke naam van de soort werd in 1974 gepubliceerd door Marsh.